# Pravé neštovice
Pravé neštovice, také černé neštovice (lat. Variola nebo Variola vera) je prudce nakažlivá akutní choroba, způsobená virem z čeledi Poxviridae. Představuje jedno z nejnebezpečnějších onemocnění: jen během 20. století neštovice zahubily 300–500 miliónů lidí a ještě v roce 1967 onemocnělo 15 miliónů lidí a 2 milióny jich zemřely. Díky předchozímu soustředěnému programu očkování byly pravé neštovice 8. května 1980 prohlášeny Světovou zdravotnickou organizací za zcela vymýcené.
Po ukončení vakcinačního programu ovšem již nová generace není vůči chorobě imunní a virus sám pravděpodobně stále existuje v některých laboratořích, proto se o něm uvažuje jako o možném nástroji bioterorismu.

## Původce
Patologickým agens, které vyvolává pravé neštovice, je virus pravých neštovic, velký, obalený DNA virus příbuzný dalším virům, které vyvolávají neštovice u zvířat. Vzhledem k vysoké virulenci viru stačí k vyvolání onemocnění u člověka pouze 10–100 virionů. Je hostitelsky specifický, způsobuje onemocnění pouze u člověka – proto také nemá žádný přirozený rezervoár a to umožnilo jeho vymýcení.

## Klinický obraz

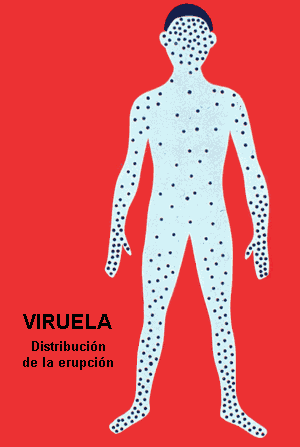
Rozmístění lézí typických pro pravé neštovice

Pravé neštovice se klinicky vyskytují ve dvou základních formách, které se nazývají variola major a variola minor. Kožní léze, tedy typické neštovičné změny, jsou podobné, liší se smrtností: variola minor, alastrim, má mírnější průběh a smrtnost je menší než 1 %, v případě variola major však dosahuje až 30 %. Kromě toho se u variola major vyskytují také další dvě, vzácné formy – hemoragická a maligní. Hemoragická forma, purpura variolosa, se objeví asi u 3 % pacientů a je téměř stoprocentně smrtelná a maligní forma, rovněž s vysokou smrtností.

Vstupní branou viru je sliznice dýchacích cest, inkubační doba se pohybuje kolem 12–14 dnů. V tomto období je pacient bez příznaků a není infekční, nevylučuje virus. Po uplynutí této doby se objevují příznaky podobné chřipce = horečka, malátnost, bolesti hlavy a zad, nemocný také může zvracet.

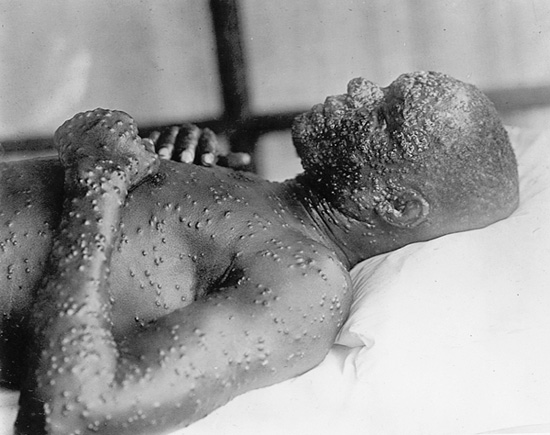
Pravé neštovice

Po dvou až čtyřech dnech horečka klesne a začínají se objevovat typické neštovičné změny na kůži a sliznici nosu a úst. Nejprve se objevují na obličeji, rukou a předloktích, na trup přecházejí až po několika dnech. Na obličeji a končetinách je vyrážka mnohem výraznější než jinde na těle, toto rozmístění lézí je pro pravé neštovice typické. Neštovičné změny vznikají jako makuly (skvrny na kůži), postupně přechází přes papuly a vesikuly (malé puchýřky), které dále přecházejí v pustuly, hnisavé puchýřky, které se za dva týdny mění na krusty. Všechny vřídky pak přecházejí do dalšího stadia najednou. Jejich sekret obsahuje velké množství viru, pacient je infekční po celou dobu výskytu vyrážky.
Po čtyřech až sedmi dnech trvání vyrážky při opětovném nástupu horečky řada nemocných umírá v důsledku oběhového selhání nebo komplikací, při uzdravení se kožní léze hojí vpadlou, depigmentovanou jizvou.
Hemoragická forma probíhá odlišně, už během prvního stadia nemoci se objevuje krvácení do podkoží, na kůži se objeví tmavě červené až fialové skvrny a pacient umírá kvůli masivní ztrátě krve do podkoží a do vnitřních orgánů. Smrt nastává ještě před vytvořením neštovičných změn. Při maligní formě kožní léze nezhnisávají v pustuly.

## Historie
Nejstarší věrohodné klinické zmínky o onemocnění podobném neštovicím se objevují v lékařských spisech ze starověké Indie (již 1500 let př. n. l.), a Číny (1122 let př. n. l.), a také při zkoumání egyptské mumie Ramsese V., který zemřel před více než 3 000 lety (1145 let př. n. l.). Spekuluje se, že egyptští obchodníci přivezli neštovice do Indie v průběhu 1. tisíciletí př. n. l., kde zůstaly jako endemická lidská nemoc po dobu nejméně 2 000 let. Do Číny byly neštovice pravděpodobně zavlečeny v průběhu 1. století n. l. z jihozápadu a v 6. století se z Číny rozšířily do Japonska. V Japonsku epidemie v letech 735–737 údajně zabila až třetinu obyvatelstva. Nejméně sedm náboženských božstev bylo speciálně zasvěceno neštovicím, například bůh Sopona v jorubském náboženství v západní Africe. V Indii byla v chrámech po celé zemi uctívána hinduistická bohyně neštovic Šitala.
Není zcela jasné, kdy se neštovice poprvé objevily v Evropě a jihozápadní Asii. Svatý Mikuláš z Remeše se stal patronem obětí neštovic, protože údajně přežil epidemii v roce 450, a svatý Řehoř z Tours zaznamenal podobnou epidemii ve Francii a Itálii v roce 580, kdy byl poprvé použit termín variola. Jiní historici spekulují, že neštovice přenesla z Afriky do jihozápadní Evropy arabská vojska v průběhu 7. a 8. století. První známý popis pravých neštovic pochází ze sedmého století našeho letopočtu od Árona z Alexandrie, ale rozeznat pravé neštovice od spalniček a planých neštovic dokázal až Abú Bakr Mohammed ibn Zakaríja ar-Rází v devátém století našeho letopočtu, který také ve svém díle Kitab fi al-jadari wa-al-hasbah (Kniha o neštovicích a spalničkách) Árona cituje.

Během středověku došlo v Evropě k několika epidemiím neštovic. Neštovice se zde však usídlily až v důsledku růstu populace a mobility, což umožnily křížové výpravy. V 16. století se neštovice rozšířily na většině území Evropy, kde jejich úmrtnost dosahovala až 30 %. Tento endemický výskyt neštovic v Evropě má zvláštní historický význam, protože postupné objevování a kolonizace Evropany měly tendenci šířit tuto nemoc do dalších národů. V 16. století se neštovice staly převládající příčinou nemocnosti a úmrtnosti ve velké části světa.

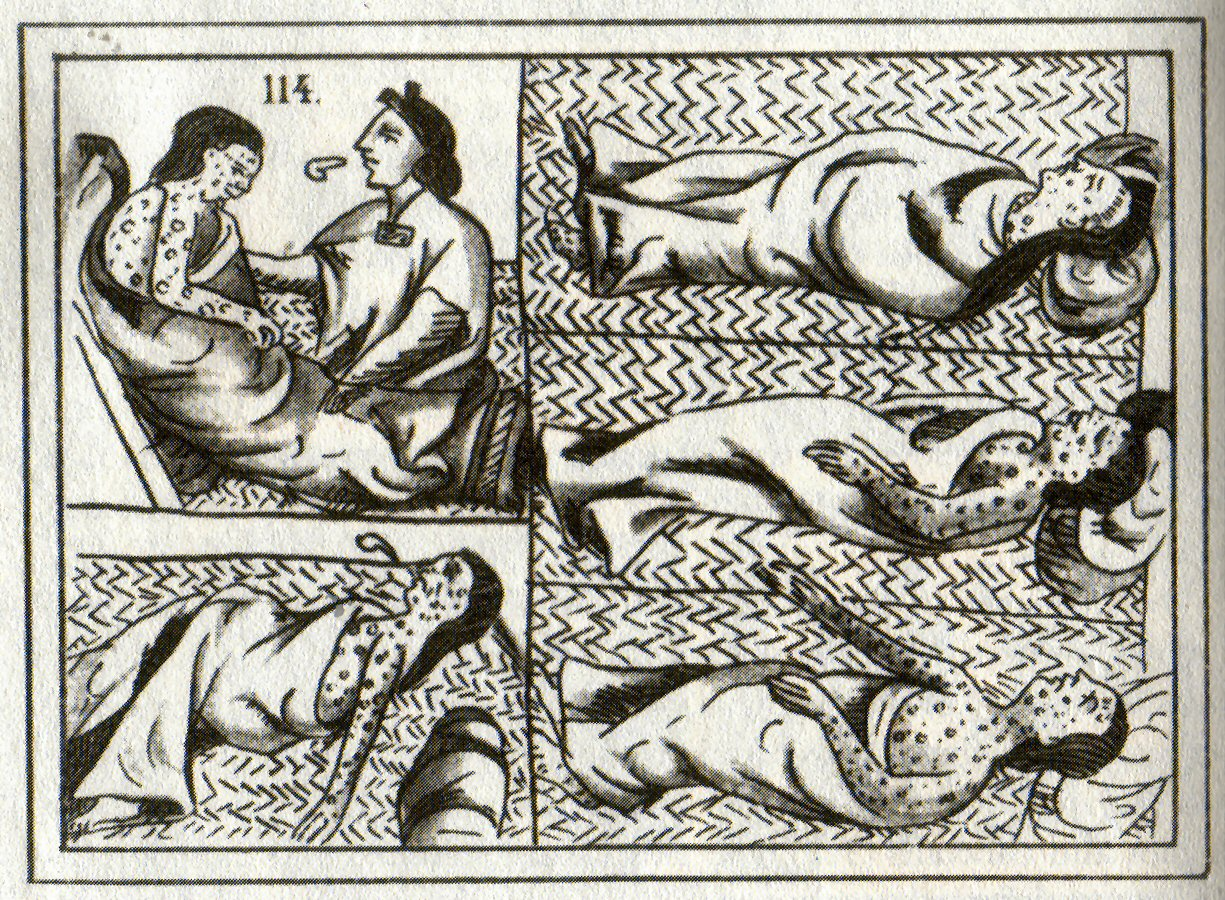
Aztékové nakaženi neštovicemi, 16. století

Pravé neštovice se považují za jednu z nejvýznamnějších příčin úspěchů bílých kolonizátorů v Americe. Právě to, že došlo k průniku daných nemocí na americký kontinent, zejména pravých neštovic, vedl k tomu, že panenská populace Indiánů byla v klíčových oblastech během několika desítek let zredukována o 90 %, což vedlo ke zhroucení jejich sociálních struktur. Takový rozvrat a ztráty obyvatelstva byly důležitým faktorem, který Španělům pomohl k dobytí říše Aztéků a Inků. Pro porovnání např. černá smrt o několik století dříve způsobila úmrtí „pouze“ 30–60 % obyvatel Evropy. Neštovice se přenášejí výhradně mezi lidmi a před příchodem Evropanů na americký kontinent zde byly chorobou zcela neznámou. Původní americká populace proto byla vůči nim mnohem citlivější, nežli populace z kontinentů, kde se neštovice vyskytovaly již řadu generací. Přestože zavleční neštovic i dalších nemocí mělo drtivý dopad na indiánské populace a pomohlo to kolonizaci, tak to nelze dávat za vinu příchozím Evropanům. Na vině byla dlouhodobá izolace Amerického kontinentu a k dané situace by dříve či později došlo při jakémkoliv kontaktu. Zbytek světa si v průběhu historie prošel několika podobnými katastrofami a tím získal imunitu.
Neštovice byly zavlečeny na karibský ostrov Hispaniola v roce 1507 a na pevninu v roce 1520, kdy španělští osadníci z Hispanioly dorazili do Mexika a nechtěně s sebou neštovice přivezli. Podobně bylo anglické osídlení východního pobřeží Severní Ameriky v roce 1633 v Plymouthu ve státě Massachusetts doprovázeno ničivými epidemiemi neštovic mezi původním americkým obyvatelstvem a následně i mezi domorodými kolonisty. Do Austrálie byly neštovice zavlečeny v roce 1789 a znovu v roce 1829, ačkoli koloniální lékaři se rozcházeli v názoru, zda epidemie z let 1829–1830 způsobily neštovice nebo plané neštovice. Neštovice byly v letech 1780–1870 označovány za hlavní příčinu úmrtí domorodého obyvatelstva.
V polovině 18. století byly neštovice hlavní endemickou nemocí všude na světě s výjimkou Austrálie a malých ostrovů nedotčených okolním prostředím. V Evropě 18. století byly neštovice hlavní příčinou úmrtí, každý rok na ně zemřelo kolem 400 000 Evropanů a přeživší se podíleli na jedné třetině všech případů slepoty. Rozšířené využití variolizace v některých zemích v druhé polovině 18. století, zejména ve Velké Británii, jejích severoamerických koloniích a Číně, poněkud snížilo dopad neštovic mezi bohatými vrstvami , ale ke skutečnému snížení jejich výskytu došlo až koncem 19. století, kdy se očkování stalo běžnou praxí. Zdokonalené vakcíny a praxe přeočkování vedly k podstatnému snížení počtu případů v Evropě a Severní Americe, ale neštovice zůstaly téměř nekontrolované všude jinde na světě. V polovině 20. století se v mnoha částech Afriky vyskytovala variola minor spolu s variola major v různém poměru. U pacientů s variola minor dochází pouze k mírnému systémovému onemocnění, často se léčí ambulantně, a proto mohou snadněji šířit nákazu. Infekce virem variola minor vyvolává imunitu proti smrtelnější formě variola major. Variola minor se postupně rozšířila po celých USA, do Kanady, jihoamerických zemí a Velké Británie, a stala se tak dominantní formou neštovic a tím se dále snížila jejich úmrtnost.
Odhaduje se, že jen během 20. století tato choroba zahubila 300–500 milionů lidí. Na českém území jako první začal očkovat proti variole lékař Philip Zillich v roce 1801 v Krásné Lípě v domě č. p. 254. O povinném očkování dětí byl v roce 1919 v Československu vydán zákon. Ještě v roce 1967 onemocnělo celosvětově 15 miliónů lidí a 2 milióny jich zemřely. Poslední známý případ této nemoci pochází z roku 1978, kdy se jí nakazily Janet Parkerová, medicínská fotografka oddělení anatomie na University of Birmingham Medical School, a skrze ni i její matka. Janet Parkerová navzdory veškeré snaze lékařů zemřela 11. září 1978, měsíc po propuknutí choroby, jako poslední známá oběť této choroby. Ještě před její smrtí spáchal sebevraždu prof. Henry Bedson, z jehož laboratoře, umístěné o patro níže přímo pod laboratoří Janet Parkerové, virus nejspíše unikl.
Po ukončení tohoto eradikačního programu roku 1980, kdy Světová zdravotnická organizace prohlásila pravé neštovice za zcela vyhubené, bylo rozhodnuto zničit všechny laboratorní vzorky původce choroby, zůstat měly pouze ve dvou laboratořích – jedna v USA (jsou přechovávány v CDC v Atlantě) a jedna v SSSR (Rusko). Podle svědectví Kanatžana Alibekova však SSSR ještě v 70. a 80. letech prováděl pokusy s cílem ještě zvýšit nebezpečnost tohoto viru a měl vyrobit značné množství biologických zbraní založených na jeho bázi.
V roce 2010 prošetřovala WHO možný výskyt pravých neštovic v Ugandě.

## Očkování a variolizace

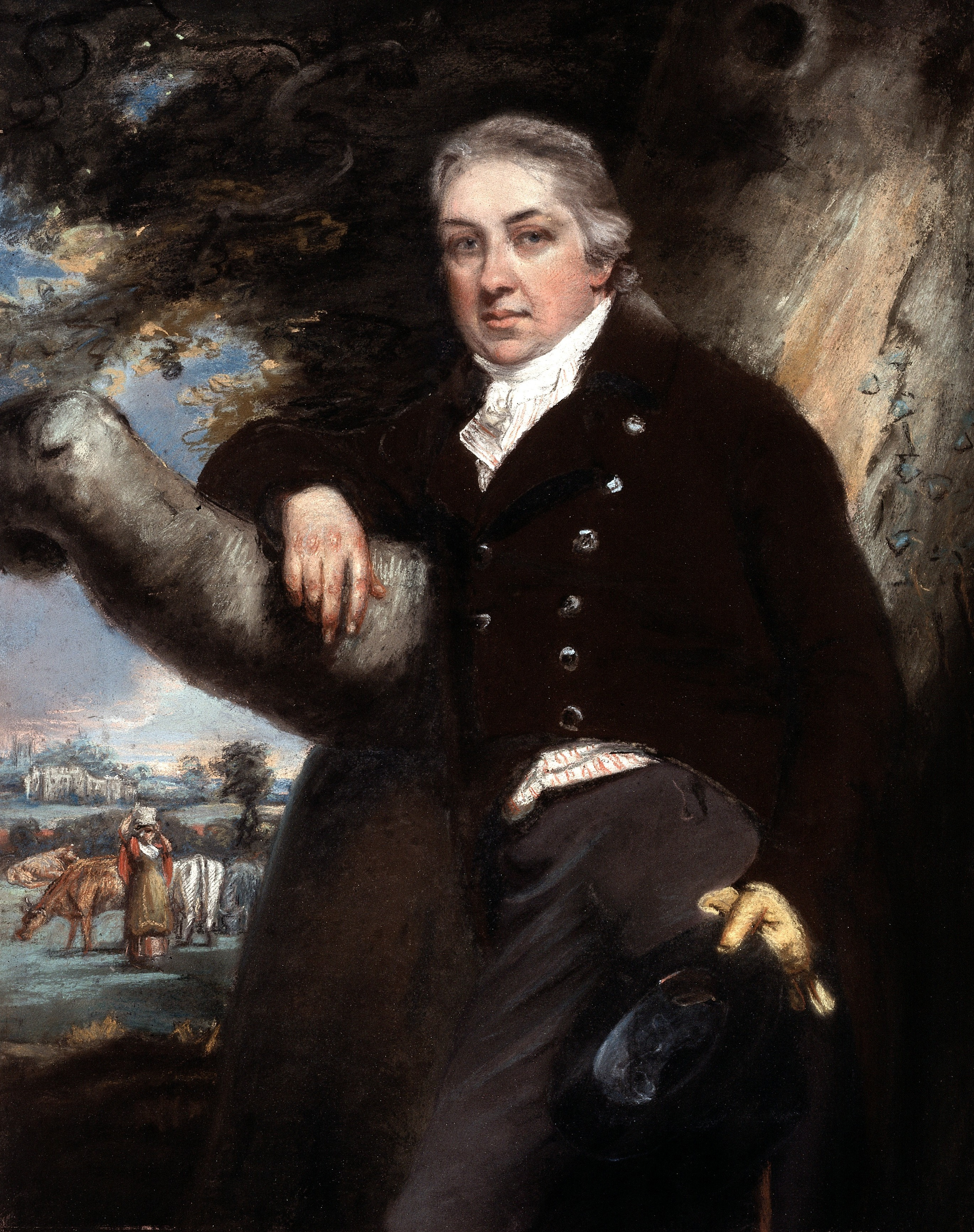
Objevitel vakcinace proti variole Edward Jenner (1749–1823)

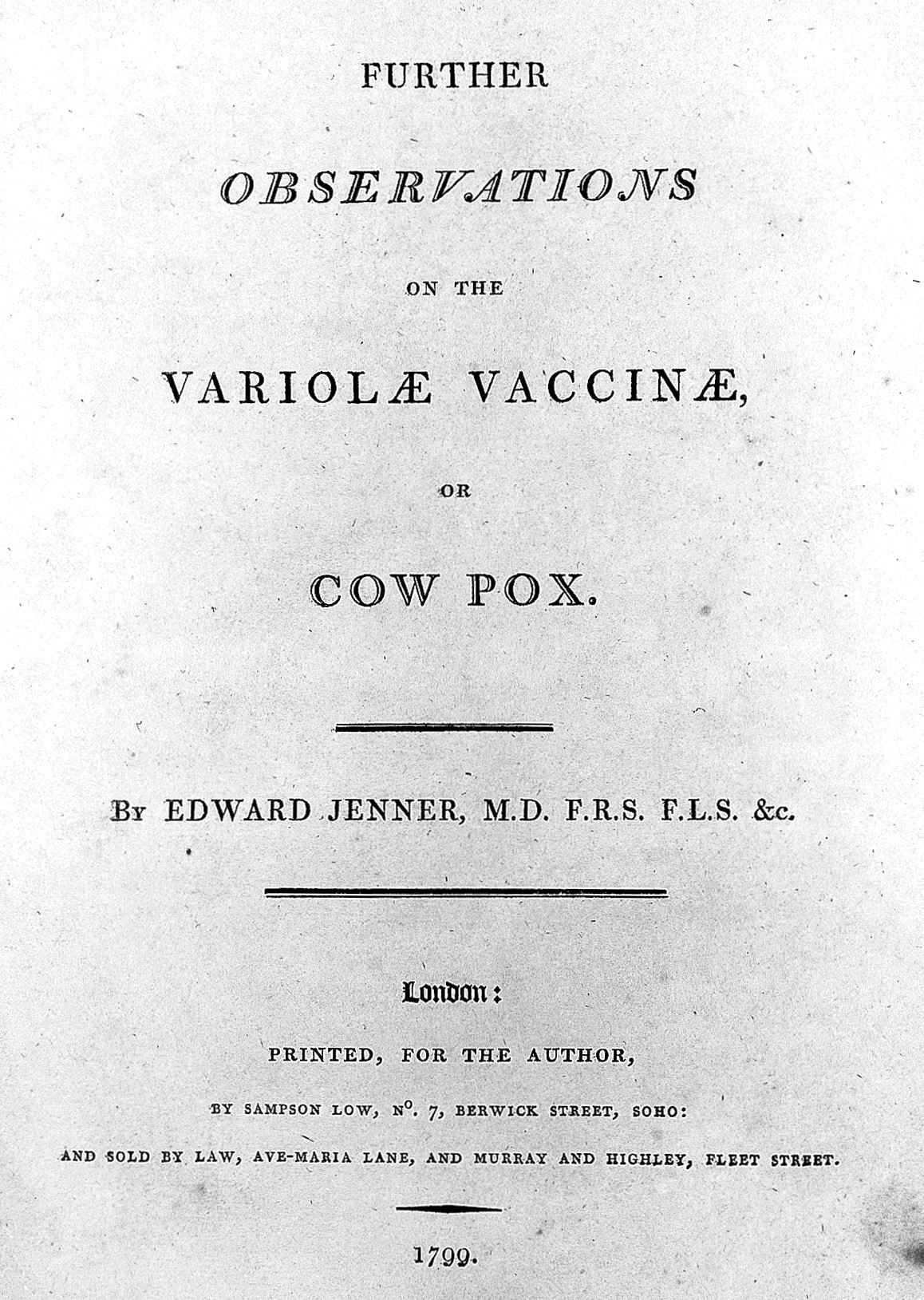
Further observations on the variolae vaccinae, or cow pox (Soho, 1799)

Nejstarší doložená metoda ochrany proti pravým neštovicím pochází z 10. století z Číny, kde bylo používáno vdechování usušených neštovičných strupů, obsahujících především neaktivní viriony. Tato metoda se nazývá variolizace a v kontrastu s pozdějším očkováním proti pravým neštovicím obsahovala původce pravých neštovic. V Anglii v roce 1721 zavedla první variolizaci proti neštovicím Mary Wortley Montagu. Použila metodu již dříve užívanou v Turecku. Očkování spočívalo v záměrném nakažení pacienta sušeným hnisem z puchýřů pravých neštovic, v němž je původce oslabený. Neštovice jsou však velice virulentní, a tak i následující lehčí průběh nemoci mohl vést ke znetvoření nebo smrti pacienta, který byl navíc po celou dobu infekční a mohl šířit nemoc dál.
Dalším historickým krokem byl objev britského vesnického lékaře Edwarda Jennera z Berkeley v hrabství Gloucestershire. Povšiml si, že lidé, kteří přicházeli často do styku s dobytkem a nakazili se kravskými neštovicemi, téměř nikdy neonemocněli neštovicemi pravými. Dne 14. května 1796 se rozhodl učinit pokus a záměrně naočkoval osmiletému Jamesi Phippsovi hnis z vřídku způsobeného kravskými neštovicemi. Chlapec onemocněl kravskými neštovicemi, ale za šest týdnů se uzdravil. Jenner ho poté infikoval dávkou pravých neštovic; podle předpokladu u chlapce nemoc nepropukla. Tento pokus je považován za první skutečnou vakcinaci.
Jenner poté použil stejnou metodu ještě mnohokrát a v roce 1798 o svých výsledcích publikoval článek, ve kterém nazval metodu vakcinací (z latinského vacca, kráva), a rovněž zavedl pro původce nákazy termín virus. V následujícím roce vydal monografii Further observations on the variolae vaccinae, or cow pox.
Ve Spojeném království byla roku 1840 zakázána variolace a od roku 1853 byla povinná vakcinace dětí.

### Akce Světové zdravotní organizace k celosvětovému vymýcení neštovic
Jen ve 20. století zabily pravé neštovice až 500 milionů lidí, což je více než čtyřnásobek počtu obětí druhé světové války.
Počátkem 60. let 20. století proto připravila Světová zdravotnická organizace (WHO) největší zdravotnickou akci všech dob – pokus o totální vymýcení pravých neštovic, který předpokládal vymýcení neštovic do 31. prosince 1974. Účinnou a originální koncepci akce vypracoval český epidemiolog Karel Raška (v letech 1963 až 1970 ředitel oddělení přenosných nemocí WHO v Ženevě): místo nákladného plošného očkování navrhl soustředit se na jednotlivá ohniska nákazy a tam zasáhnout s maximální důsledností. Do akce se zapojilo dalších dvacet českých odborníků, riskujících při tom nejen zdraví, ale mnohdy i život v politicky nestabilních oblastech.
Po počátečních úspěších programu došlo od roku 1973 ke zhoršení situace. Počet případů z roku 1972 se zdvojnásobil a v roce 1974 více než zdvojnásobil. Původně stanovený termín se tak nepodařilo dodržet, nicméně v této době se neštovice vyskytovaly již jen ve čtyřech zemích světa – Indii, Pákistánu, Bangladéši a Etiopii.
Neštovice vymizely nejdříve v Latinské Americe (1971), po značných potížích pak v Indii (1975). Nakonec zůstala Afrika a v ní pak Etiopie a Somálsko, které ovšem spolu v letech 1977–1978 vedly válku, jíž padlo za oběť i několik dobrovolníků WHO.
Posledním člověkem, který onemocněl variolou přirozenou cestou, byl v Somálsku dne 26. října 1977 kuchař Ali Maow Maalin, který v Somálsku převážel nakažené a pravděpodobně se očkování vyhnul. Dne 17. dubna 1978 obdržel ředitel celé vymycovací akce telegram: „Pátrání skončeno. Žádné další případy nejsou zjištěny. Ali Maow Maalin, kuchař nemocnice v somálském městě Merca, je posledním známým případem neštovic na světě.“ Později téhož roku dne 11. srpna 1978 se nakazila ještě Janet Parkerová, vědecká fotografka na University of Birmingham Medical School, která zemřela 2. září téhož roku. Její pracoviště totiž sousedilo s tamní virologickou laboratoří, která byla později identifikována jako zdroj nákazy. Onemocnění její matky proběhlo jen mírně. Žádný další člověk se již přirozenou cestou neštovicemi nenakazil, a tak po více než dvou letech ověřování mohla WHO dne 8. května 1980 slavnostně vyhlásit dosažení světové eradikace pravých neštovic. Celkové náklady na vymýcení nemoci tehdy WHO odhadla na 300 milionů dolarů. Do kampaně se zapojilo přes 200 000 lidí ve více než 70 zemích světa.
Podle oficiálních údajů byl virus v 90. letech 20. století přechováván pouze na dvou místech – v CDC (Center for Diseases Control) v Atlantě v USA a v Ústavu virových preparátů v Moskvě. WHO doporučila zlikvidovat i tyto poslední zbytky viru do 30. června 1995, avšak k tomu nedošlo. Hlavními argumenty pro definitivní likvidaci jsou obavy z možnosti úniku viru a opakování tragédie podobné neštěstí v Birminghamu, případně možnost zneužití viru jako biologické zbraně nebo jako akt terorismu.
Epidemiologa Karla Rašku za jeho zásluhy v eradikaci pravých neštovic vyznamenala britská The Royal Society of Medicine dne 8. listopadu 1984 Jennerovou medailí.

### Ukončení očkování
Celosvětové ukončení očkování obyvatelstva ke dni 31. prosince 1980 souvisí se změnou chápání rizika při očkování. Zatímco dříve jednoznačně převažovaly přínosy nad riziky, v nové situaci prakticky nulového rizika nákazy začalo být zbytečné podstupovat byť malá rizika, která z vakcinace vyplývala. Většina očkovaných měla jen mírnou celkovou i místní reakci, ale u několika procent se objevovaly závažné komplikace. Relativně často totiž docházelo ke kontaminaci chrániček hnisavými bakteriemi, virus mohl být zanesen z místa očkování do jiných oblastí kůže nebo sliznic, přičemž například infekce oka mohla mít za následek až oslepnutí. Vážnou až smrtelnou komplikací byla vakcinia gangrenóza, kdy se kolem místa očkování vyvinula rozsáhlá hluboká nekróza progresivně se šířící do okolí, spojená s metastatickým postižením dalších orgánů. Tyto komplikace podobně jako obávaný postvakcinační zánět mozku (encefalitida) byly velmi těžké, nezřídka i smrtelné. Významným argumentem pro ukončení vakcinace byly rovněž značné finanční náklady na očkování, a proto od počátku 80. let 20. století bylo postupně očkování proti neštovicím ve všech zemích světa zrušeno.

## Slavné oběti neštovic
- Ramses V., egyptský faraon (1145/1144 – 1142/1140 př. n. l.)
- Vilém II. Oranžský (1626–1650), kníže oranžsko-nasavský, místodržitel Spojených provincií nizozemských
- Marie Henrietta Stuartovna (1631–1660), Princess Royal
- Ferdinand IV. Habsburský (1633–1654), římský, český a uherský král
- Šun-č’ (1638–1661), čínský císař
- Marie II. Stuartovna (1662–1694), anglická, skotská a irská královna
- Ulrika Eleonora Švédská (1688–1741), královna švédská
- Luisa Hippolyta Monacká (1697–1731), kněžna monacká
- Ludvík XV., francouzský král (1710–1774). Na černé neštovice zemřela i jeho dcera Anna Jindřiška (1727–1752)
- Fridrich Kristián Saský (1722–1763), saský kurfiřt
- Petr II. (1715–1730), ruský car
- Isabela Parmská (1741–1763), manželka císaře Svaté říše římské Josefa II.

### Osobnosti, které onemocnění přežily
- Hugo Kapet (939/941–996), franský král
- Anna Klevská (1515–1557), anglická královna
- Alžběta I. (1533–1603), anglická a irská královna
- Ludwig van Beethoven (1770–1827), německý hudební skladatel
- Abraham Lincoln (1809–1863), americký prezident
- Josef Stalin (1878–1953), sovětský diktátor